# Jeremy London
Pour les articles homonymes, voir London.
Jeremy Michael London est un acteur, réalisateur, scénariste et producteur américain né le 7 novembre 1972 à San Diego, en Californie (États-Unis).

## Biographie
Jeremy est le fils de Debbie (née Osborn), une serveuse, et de Frank London, un tôlier. Il a un frère jumeau, Jason London, plus jeune de 27 minutes qui s'est notamment fait remarquer en interprétant le rôle de Jason dans Jason et les Argonautes. Il avait également une jeune sœur, Dedra Ranae London (née le 22 octobre 1975), qui est décédée le 9 septembre 1992 - à l'âge de 16 ans, dans un accident de voiture. L'année précédente, en 1991, Dedra avait donné naissance à seulement 15 ans à un garçon prénommé Skylar.
Le 23 juin 1996, Jeremy a épousé une dénommée Astrid Rossol. Ils ont divorcé quelques années plus tard. Le 23 décembre 2005, Jeremy s'est fiancé à Melissa Cunningham qu'il fréquente depuis peu. Ils se sont mariés le 2 septembre 2006 puis, le 10 mars 2007, ils ont accueilli leur premier enfant, un garçon prénommé Lyrik London. Jeremy et Melissa ont divorcé en 2011 au bout de six ans de vie commune et cinq ans de mariage.
Le 3 juin 2014, Jeremy a épousé une dénommée Juliet Reeves qu'il fréquente depuis 2013. Le 5 juin 2014, Juliet a donné naissance à un garçon prénommé Wyatt Finn London.

### Enlèvement
Le 10 juin 2010, Jeremy a été enlevé dans le désert de la Californie et a été forcé à fumer de la drogue. Alors que Jeremy était à l'extérieur de l'hôtel de Palm Springs, deux hommes armés l'ont enlevé et l'ont forcé à acheter de l'alcool et de la drogue. Jeremy a réussi à s'échapper douze heures plus tard et a appelé la police à 2h35 du matin. Un peu plus tard, la police a retrouvé un jeune homme de 26 ans prénommé Brandon Adams - qui est alors accusé de vol et d'enlèvement. Cependant, le jeune homme affirme son innocence. La famille de Jeremy commence alors à avoir des doutes sur le soi-disant « kidnapping de celui-ci ». Jeremy a plus tard révélé que sa famille était persuadée qu'il a menti sur son enlèvement : « Ils ont menti à la police en affirmant que je mentais sur mon enlèvement. Je ne les ai pas vus pendant plus de six mois. Ils ne savent rien sur ce qu'il s'est passé. Cela m'est réellement arrivé. Ce fut l'une des journées les plus horribles de ma vie. »
Brandon Adams, l'un des ravisseurs de Jeremy, a déclaré que ce dernier avait volontairement voulu acheter de l'alcool et de la drogue avec eux. La version de Jeremy a plus tard été confirmé grâce à un détective qui a révélé que Brandon Adams a, en effet, enlevé Jeremy avec une arme à feu. Brandon Adams a donc été emprisonné.

### Addiction à la drogue
En 2010, Jeremy a accepté de faire partie de l'émission de télé-réalité, Celebrity Rehab - qui a été diffusée de décembre 2010 à janvier 2011. À cette époque, Jeremy était interné au centre de Pasadena Recovery Center à Pasadena pour soigner son addiction à la drogue. À cette même époque, Melissa Cunningham - l'épouse de Jeremy, était elle-même internée dans un autre centre pour soigner ses addictions. 

## Filmographie

### comme acteur

#### Cinéma
Court métrage
- 1997 : Happenstance : Jeff
- 2009 : Laundry : policier n°2
- 2010 : L.A. Harmony : Justin / Jack

Long métrage
- 1995 : Un pas vers la liberté (Breaking Free) : Rick Chilton
- 1995 : Les Aventuriers de la rivière sauvage (White Wolves II: Legend of the Wild) : Mason
- 1995 : The Babysitter de Guy Ferland  : Jack
- 1995 : Les Glandeurs (Mallrats) : T.S. Quint
- 1997 : Levitation : Bob
- 1998 : Get a Job : Tony Thompson / Philip
- 2003 : Gods and Generals : capitaine Alexander « Sandie » Pendleton
- 2003 : Descendant : Ethan Poe / Frederick Usher
- 2006 : Kiss Me Again (Kiss Me Again) : Julian
- 2008 : Next of Kin (Next of Kind) : Chris
- 2008 : The grift (The grift) : Jackson Armstrong
- 2009 : The Divided (The Divided) : Aaron
- 2009 : Balancing the books (Balancing the books) : Andy
- 2009 : Chasing the green (Chasing the green) : Adam Franklin
- 2009 : The Terminators (The Terminators) : Kurt Ross
- 2009 : Lost dream (lost dream) : Dr Reeves
- 2010 : Trance (Trance) : Whateley
- 2010 : Alien opponent (Alien opponent) : Brooklyn Davis
- 2010 : Drop dead gorgeous (Drop dead gorgeous) : ?
- 2010 : Q for death (Q for death) : inspecteur Matt Lombardi
- 2010 : Hollywood & wine (Hollywood & wine) : Jean Luc Marceau
- 2010 : Rain from stars (Rain from stars) : Randy
- 2012 : The devill's dozen (The devill's dozen) : Driver
- 2012 : The Martini shot (The Martini shot) : Tony
- 2012 : Scavengers (Scavengers) : Black Devert
- 2012 : Don't Pass Me By (Don't Pass Me By) : Greg Phillips

#### Télévision
Série télévisée
- 1991 : Les Ailes du destin (I'll Fly Away) : Nathaniel "Nathan" Bedford
- 1993 : Route 66 (saison 1, épisode 02 : Everybody's a hero) : rôle inconnu
- 1993 : Angel Falls : Sonny Snow
- 1995 - 2000 : La Vie à cinq (Party of Five) : (saison 2 à saison 6) : Griffin Holbrook
- 1997 : Perversions of science ("Perversions of science") : Anatomy lesson ("Anatomy lesson") : Billy Rabe
- 2001 : Au-delà du réel : L'aventure continue (The Outer Limits) : (saison 7, épisode 12 : La Femme fleur) : Chris
- 2002 - 2004 : Sept à la maison (7th Heaven) : (saison 7 à saison 8) : Chandler Hampton
- 2004 : Preuve à l'appui (Crossing Jordan) : (saison 4, épisode 02 : Privé de sortie) : Louis Jeffries
- 2007 : Tell Me You Love Me : (saison 1, épisodes 3, 6, 7, 8) : Nate

Téléfilm
- 1991 : In Broad Daylight : Teenager 1
- 1991 : Jugement aveugle (A Seduction in Travis County) : livreur
- 1995 : A Season of Hope : Mickey Hackett
- 1995 : A Mother's Gift : John Deal adulte
- 1997 : Relation criminelle ("Bad to the Bone") : Danny Wells
- 1998 : The Defenders: Taking the First : Wyman James
- 1999 : Voyage au centre de la terre (Journey to the Center of the Earth) : Jonas Lytton
- 2001 : Romantic Comedy 101 : Patrick
- 2006 : Ce qu'on fait par amour... (What i did for love) : James
- 2006 : Basilisk: The Serpent King : Dr Harrison « Harry »
- 2008 : Strokes : Wade Hamilton
- 2008 : Ba'al : La Tempête de dieu (Ba'al) : Helm
- 2009 : Do you know me : Jake Farber
- 2009 : Wolvesbayne : Russell Bayne

### Comme réalisateur
- 2001 : Secrets Through the Smoke

### Comme scénariste
- 2001 : Secrets Through the Smoke

### Comme producteur
- 1999 : Dreamers